# Соколовский, Владислав (посол)
Владислав Соколовский (пол. Władysław Sokołowski) (5 мая 1892, Львов, Цислейтания — 1963, Сан-Франциско, Калифорния) — польский государственный деятель, юрист и дипломат. Посол Польши в Вашингтоне.

## Биография
Доктор юриспруденции. На дипломатической службе с 1919 года. В 1919—1922 годах атташе по эмиграции в генеральном консульстве Польши в Нью-Йорке. Сотрудник посольства в Париже в 1922—1926 годах. В 1926—1931 годах на руководящих постах в структуре Министерства иностранных дел Польши. В 1930 году награждён Золотым крестом заслуг за дипломатическую работу.
В 1931—1936 годах юридический советник посольства Польши в Соединённых Штатах. В 1932—1933 и 1935—1936 годах поверенный в делах Польской Республики в Соединённых Штатах Америки.
В 1943—1945 годах консул правительства Польши в изгнании в Сан-Франциско. Один из основных участников переговоров о вывозе польских ссыльных из Сибири, через Бомбей и Сан-Франциско, в Санта Росу (Мексика).
Принимал участие в последней важной дипломатической акции польского лондонского правительства, в ходе которой была предпринята попытка отправки польской делегации на Конференцию объединённых наций в апреле-июне 1945 года в Сан-Франциско. Усилия не принесли успеха.